# Mahmoud Amnah
Mahmoud Amnah (Aleppo, 25 gennaio 1983) è un ex calciatore siriano, di ruolo centrocampista.

## Palmarès

### Club
- Syrian Premier League: 2005
- Syrian Cup: 2005, 2006
- I-League: 2016-2017